# 聖ペテロの涙 (グエルチーノ)
『聖ペテロの涙』（せいペテロのなみだ、仏: Les Larmes de saint Pierre、英: St Peter Weeping before the Virgin）は、イタリアのバロック絵画の巨匠グエルチーノがキャンバス上に油彩で制作した絵画である。1647年にボンコンパーニ・ルドヴィーシ (Boncompagni Ludovisi) から作品に支払いがなされ、その35年後にルイ14世のコレクションのために買い上げられた。描かれているのは聖ペテロが聖母マリアの前で泣く姿であるが、この場面は「福音書」には記述されていない。作品はフランスに到着してから、『聖ペテロの涙』という題名が与えられた。現在、パリのルーヴル美術館に所蔵されている。

## 作品
イエス・キリストの捕縛後、キリストを知らないと否認した聖ペテロについては、『新約聖書』の「マタイによる福音書」 (26章69-75)、「マルコによる福音書」 (14章66-72)、「ルカによる福音書」 (22章54-72)、「ヨハネによる福音書」 (18章15-18) に記述されている。キリストは捉えられる前に、ペテロに「あなたは鶏が鳴く前に、3度わたしを知らないというだろう」と予告したが、実際にペテロは自分の保身のためにキリストを知らないと述べて、キリストを裏切ったのである。彼は3度目にキリストを否認した時、自分の過ちに気づき、むせび泣いた。
この絵画は、悔いるペテロがわが子キリストの受難と埋葬の後に悲しむ聖母マリアと並列された例外的な場面を表している。当時、対抗宗教改革の最中にあったカトリック側の教会がプロテスタント側の非難に対し、贖罪の秘蹟の重要性を強調する図像を推奨することがしばしば行われていた。その意味で、本作ではペテロの悔悛という主題に重きが置かれたと思われる。
作品には、グエルチーノがローマ滞在以前に成功を収めた構図が用いられている。すなわち、画家は、画面に近い視点から半身の登場人物を堂々とした形態で描き出している。色彩は青色、黄土色、オレンジ色系に意識的に制限されている。白いハンカチが2人の人物像を結びつけ、色彩のハーモニーを整える一方、作品に重要な意味も与える。
ペテロの目は泣きはらして赤くなり、聖母マリアの手は洗濯女のように荒れている。この自然主義的傾向は、グエルチーノが生来持っていたものかもしれない。この絵画に見られる光と影の鋭い対照はカラヴァッジョの絵画と共通するが、それが絵画の情感を深め、鑑賞者に強く訴えるような効果をあげている。同時に、人物の抑制された表情、人体の堅牢なモデリングや衣襞の硬質な表現、冷たい色調などを特徴とする古典主義的傾向は、画家初期の生気溢れるバロック的な表現と著しい対照をなす。